# 지그마어 가브리엘
지그마어 하르트무트 가브리엘(독일어: Sigmar Hartmut Gabriel 지크마어 하르트무트 가브리엘[*], 독일어 발음: ['ziː'kmaːɐ̯ 'haʁtmuːt 'ɡaːbʁiˌeːl], 1959년 9월 12일 ~ )은 2013년부터 2017년까지 독일 경제부와 에너지부서의 장관을 지내고, 현재 외무장관으로 있는 정치인이며 17번째 독일의 부수상이다. 2009년부터 그는 독일 사회민주당(SPD)의 의장직을 맡았다. 그는 2005년부터 2009년까지 환경부 장관이었고, 1999년부터 2003년까지 독일의 니더작센주의 9번째 총리였다.

## 생애
가브리엘은 1959년 9월 12일 하르츠산지 북쪽의 고슬라어에서 태어나고 자랐으며 고슬라어 공립학교를 졸업했다. 그에게는 두 명의 딸, 어른인 사스키아와 아직 유치원에 다니는 나이인 마리가 있다. 가브리엘은 2012년에 개인 병원 치과의사인 안케와 결혼했다.
가브리엘의 어머니 안토니아는 고슬라어 병원에서 근무했다. 안토니아는 92세에 사망했는데, 그때까지 가브리엘의 고향 고슬라어에 거주했다. 가브리엘은 종종 자신의 어머니를 생각한다고 하며 그녀가 자신에게 있어 하나의 모범이라고 이야기한다. 안토니아는 지식이 좋은 삶에 대한 열쇠라고 여기며 교육을 중시했는데, 그녀가 가브리엘의 교육과 학교과정에 대해 많은 신경을 썼다는 점에서 알 수 있다. 안토니아는 가브리엘이 10살에 교육과정을 못따라가고 학교에서 문제를 일으키자 그를 약 반 년 동안 직접 교육했는데, 이후 그는 학급에서 거의 최고수준이 되어있었다고 한다. 그 후에도 그녀는 가브리엘의 학업에 많은 도움을 줬는데, 이런 경험으로 가브리엘은 아이를 포기하지 말라고 이야기한다.
가브리엘은 2년동안의 군복무를 마치고 괴팅겐 대학에 진학했다. 그는 화학과에 등록하기를 원했지만 상담교사의 추천으로 사범대학으로 진학해 독일어 문법, 정치학과 사회학에 대한 중고등학교 교직 이수를 받았지만 기민당(CDU) 주 정부의 고용중지로 더 이상 일자리가 없었다. 이후 가브리엘은 성인학교(VHS)에서 외국인을 위한 독일어 교육과 젊은 실업자를 위한 직업준비를 담당했다.
가브리엘은 그의 친구와 함께 고슬라어에 청소년센터를 세워달라고 요청했다. 사민당(SPD)이 그들과 함께 논의했고 결국 그들은 요청을 통과시켰다. 이것이 그가 사민당에 소속되어있는 청년조직 “매파”에 들게 된 길이다. 매파에서 그는 1976년부터 1989년까지 활동했고, 강연과 캠프를 조직해 핵미사일과 극우세력에 대항하여 시위운동을 했다. 이후 그는 1977년부터 사민당의 회원이 되었다.

## 정치 활동

### 나더작센주 총리
가브리엘은 1999년 게르하르트 글로고프스키(Gerhard Glogowski)가 재무 부정 사태로 사임한 1999년 12월 15일부터 2003년 3월 4일까지 니더작센주의 총리 직을 역임했다. 그는 큰 기업들과 일하는 것에 거부감이 없어 폭스바겐의 자문회의 역할을 맡기도 했다. 그는 게르하르트 슈뢰더의 부하라고 소개되고 심지어는 성공적인 계승자라고 소개된다. 실제로 가브리엘이 니더작센주 총리 선거에서 패배했을 때 사람들은 그것을 게르하르트 슈뢰더의 정치적 명성에 금이 간다고 여겼다. 2003년 선거에서 가브리엘은 반전주의만을 내세우다 실업률의 역풍을 맞아 패배하게 된다. 이후 가브리엘은 독일 사회 민주당의 대중문화 및 대중문화 담론 대표로 2003년부터 2005년까지 활동했다. 그 활동의 결과로 그는 Siggi Pop이라는 별명을 얻게 되었다.

### 환경부장관
2005년부터 2009년까지는 첫번째 메르켈 내각의 독일 환경부 장관을 맡았다. 그 동안 국제 재생에너지 협회를 홍보했다. 2006년 나이로비에서 열린 국제연합 기후 변화 회의에 독일 대표단을 이끌었다. 그는 유럽이 2020년까지 이산화탄소 배출량을 30% 줄여야 한다고 주장했다. 독일이 유럽 연합 이사회 의장국을 맡은 2007년에는 유럽 환경부 장관들 사이에서 유럽이 미래세대를 위해 이산화탄소 배출을 억제해야 한다고 주장했으며 1990년 이산화탄소 배출 수치의 20%를 절감해야 하고 21세기말까지 온도 상승을 3.7도 밑으로 억제해야 한다고 주장했다. 하지만 그의 주장과는 다르게 독일 국내 산업에 너무 많은 이산화탄소 배출 허가량을 내주어 논란의 중심에 서기도 했다. 또 같은 해, 그는 지구 온난화의 영향을 직접보기 위해 총리 메르켈과데일간 그린란드를 방문했다. 이 방문에서 메르켈과 가브리엘은 미국과 중국의 교토 의정서의 서명을 촉구했다. 그는 핵에너지 사용이 엄청난 위험이 있다고 주장하며 핵에너지 사용에 대한 완전한 반대 입장을 취했다. EU의 다른 회원국들이 화석에너지의 대체 에너지로 핵에너지 사용을 시작하려고 할 때 가브리엘은 독일의 수상인 메르켈에게 꾸준히 핵에너지 사용을 단계적으로 중단해야 한다고 주장했다.

### 야당대표
독일 사회 민주당의 2009년 선거 패배로 프란츠 뮌터페링이 당 의장자리에서 사임하자, 가브리엘은 그의 후임자로 선출되었다. 또한 2011년 베를린에서 열린 선거에서도 91.6% 득표율을 기록하며 다시 독일 사회 민주당의 당 의장으로 당선되었다. 그의 당 의장자리에 있는 동안, 그는 당 내부의 개혁을 추진했다. 그는 당 운영위원회를 폐지하고 이사회의 권한을 강화했다. 그는 2013년 사회민주진보동맹을 만들면서 독일사회민주당이 사회주의 연합에 내던 연 회비 10만 유로를 폐지했다. 가브리엘은 사회주의 연합이 반 민주적인 정치적 행동을 하고 있다고 주장했다. 예를 들어, 니카라과의 산디니스타는 과거 인권침해 혐의로 기소되었지만 현재도 동맹의 일원이다. 2013년 선거 당시 유로존의 부채 문제 때문에 많은 유럽국가에서는 보수정당 후보가 당선이 되는 결과를 보였다. 이에 가브리엘은 메르켈을 이기기 위해 90/녹색당과의 연합을 제의했다.

### 독일 부총리; 경제부장관
2013년 가브리엘은 지난 선거의 패배를 내각의 공유로 바꾸었다. 그는 당원들의 동의를 얻은 후 메르켈의 3번째 내각의 부총리로 취임했다. 그는 새로 생긴 경제부 장관으로서 독일 에너지 점검의 의무를 떠맡았다. 그는 프랑스의 부총리인 엠마뉴엘 마르콘과 유로존에 필요한 예산을 지원하는 제안을 했다. 그는 역대 독일 사회 민주당의 당 의장으로서는 근 20년 동안 가장 낮은 득표율인 74%를 기록하고 있다. 하지만 2017년에 있을 대선 선거에 특별한 라이벌 후보가 없고 당에서 그의 자리를 노리는 사람이 없기에 독일의 차기 대권주자로 평가받고 있다.

## 정치적 입장

### 외교 정책

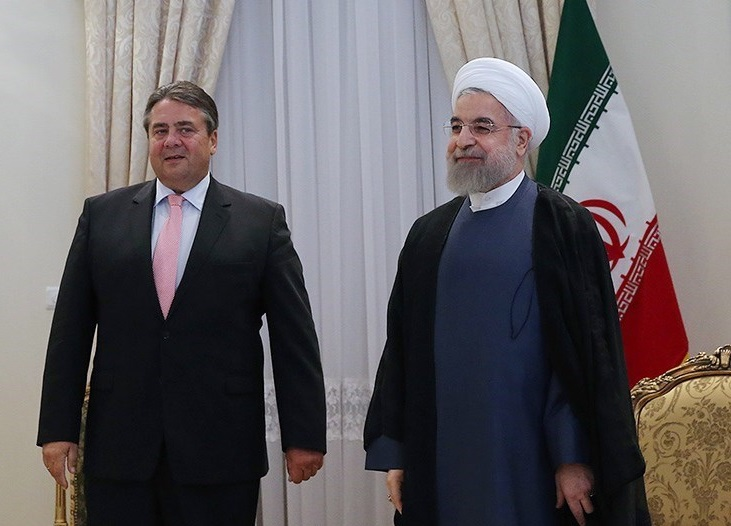
2015년 7월 16일 이란 대통령 하산 로하니과 만난 가브리엘

#### 이란 방문
2015년 7월 가브리엘은 이란을 방문했다. 이는 핵협상 타결 후 서방 고위 관리의 첫 방문이었는데, 그는 한때 최대교역국이었음을 강조하며 지속가능한 경제협력을 주장했다. 이후 2016년 10월, 가브리엘은 이란에 다시 방문하여 금융, 에너지, 수자원 등 다양한 분야에서 무역 협정을 체결했다. 하지만 알리 라리자니 이란 의회의장과의 면담은 갑자기 취소되었는데, 이는 가브리엘이 "이란이 이스라엘을 (국가로서) 인정해야 이란과 독일이 좋은 관계를 유지할 수 있을 것", "시리아 정부를 경제적, 군사적으로 지원하는 이란은 휴전을 위해 노력해야 한다"와 같은 주장으로 이란의 주권을 침해하는 듯한 발언을 이어나갔기 때문이라는 추측이 지배적이다.

#### 유럽 연합
가브리엘은 유럽 연합을 유지하려고 적극적으로 노력한다. 2015년 그리스의 재정 위기 때 가브리엘은 비교적 온건한 태도로 중재를 위해 노력했다. 하지만 그 해 7월 그리스의 국민투표로 유로존 탈퇴가 결정되자 그는 "치프라스 총리가 그리스 국민을 절망과 포기의 길로 인도하고 있다"며 비판했다. 2016년 영국의 유럽 연합 탈퇴가 결정되었을 때에도 "'더 많은 유럽'이 아니라 '다른 유럽'이 필요하다"고 강조하면서 유럽 연합 내의 다양한 난제 해결을 촉구했다. 또한 그는 영국의 유럽 연합 탈퇴를 반대하는 영국 청년들에게 독일 시민권을 부여할 수 있게 이중 국적 규정을 완화하자는 주장을 하면서 유럽 연합이 건재함을 보여줬다.

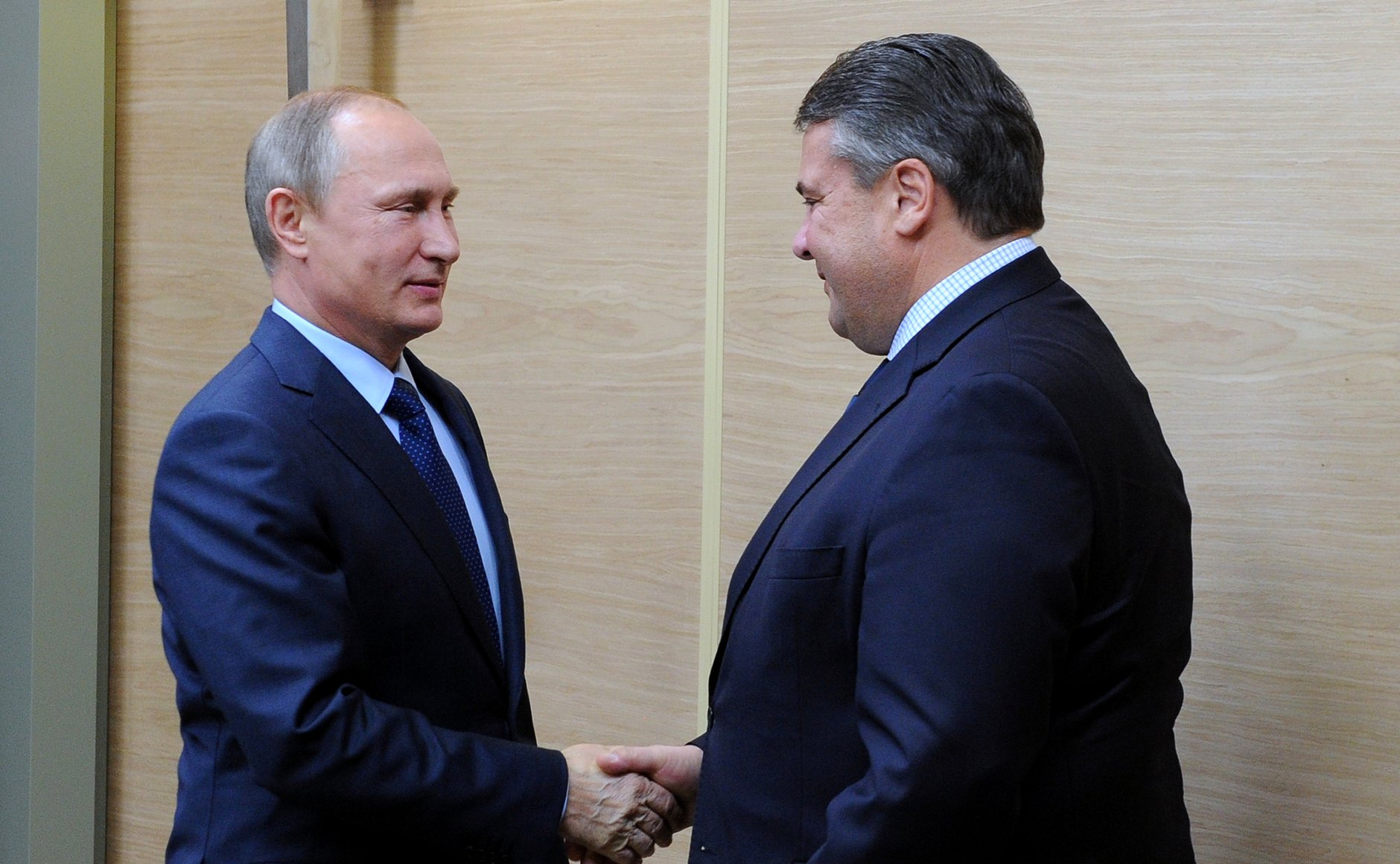
2015년 10월 러시아 방문 중 블라디미르 푸틴 대통령과 함께

#### 러시아 방문
2015년 10월 가브리엘은 러시아를 방문, 블라디미르 푸틴 대통령을 만나 시리아와 우크라이나 문제에서 독일과 러시아의 협력을 논의했다. 이후 2016년 9월에도 러시아를 방문, 블라디미르 푸틴 대통령과 EU의 모스크바 제재와 관련한 이야기를 나눴다. 그는 우크라이나 문제가 진전을 보인다면 EU의 제재를 해제하는 것에 찬성했다.

#### 난민 수용
가브리엘은 난민 수용에 대해 적극적인 자세를 보인다. 가브리엘은 2015년에 100만 명의 난민들이 독일에 입국할 것으로 예상된다고 말하며 난민 문제를 해결하기 위해 다른 유럽 국가들의 노력을 촉구했다. 2016년 3월에는 "인류애와 연대는 우리의 확고한 입장"임을 강조하며 극우 정당이 득세해도 난민 정책에는 변함이 없음을 강조했다. 2016년 5월, 앙겔라 메르켈 총리가 그리스의 이도메니에서 오는 난민은 그곳에서 거처를 찾을 수 있다면 수용하지 않겠다고 말한 것에 대해 가브리엘은 정면으로 비판했다. 2016년 8월에는 난민 수용을 반대하는 극우주의자 시위대들을 향해 욕을 하는 영상이 공개되어 논란이 있었지만, 그는 이에 대해 그들에게 더 심한 욕을 하지 못한 것이 본인의 실수라며 그의 입장을 완강하게 보여줬다. 하지만, 그 또한 "해마다 100만명을 받아들이는 것은 독일에 상상할 수 없는 일"이라며 독일이 수용하는 이민자 수에 상한선을 둬야 한다고 주장했다. 이는 "우리는 할 수 있다"고 난민을 무제한 수용하자는 앙겔라 메르켈 총리의 주장과 상반된다.

### 경제 정책

#### 한국
가브리엘은 2014년 3월 27일에 독일을 방문한 박근혜 대통령과 윤상직 산업통상자원부 장관을 만났다. 이 때, 그는 양국간 중소기업에 대한 산업기술협력 양해각서를 체결했다. 양해각서의 내용은 2014년에 각 국 중소기업의 공동연구개발 지원을 위한 전용 기금을 신설하고, 정부간 산업기술협력 협의체를 개최하는 것이다. 그는 한국이 매우 큰 경제적 기회가 있는 나라이며, 이 양해각서가 두 나라의 중소기업들 간 더욱 긴밀한 상호협력의 출발점이 될 것이라고 말했다.

#### 미국
가브리엘은 미국과 유럽 연합 사이에 제안된 자유 무역 협정인 범대서양 무역 투자 동반자 협정(TTIP)에 대해 부정적인 시각을 견지한다. 2014년 9월 가브리엘은 투자자-국가분쟁해결(ISDS) 조항은 외국 대기업에게만 주는 특권이라고 주장하며 캐나다와 유럽 연합 간 자유무역협정(FTA)을 반대했다. ISDS는 외국 투자기업이 해당 국가의 정책이 FTA에 어긋나 불이익을 당할 것으로 예상될 때 국제민간중재기구에 중재를 신청할 수 있는 조항이다. 이는 미국이 TTIP 협상에서 넣을 예정인 조항이라 해당 주장은 협상에 어려움을 줄 가능성이 크다. ISDS 조항에 대해 반대하면서 그는 2015년 4월 "TTIP가 창출할 성장효과에 대한 경이로운 추정치들을 믿지 않는다"고 말해 TTIP의 경제적 영향에도 의문을 제기한다. 2016년 4월 24일에는 미국이 EU 규범에 맞지 않는 현재 입장에서 양보하지 않으면 자유무역협정은 타결되지 않을 것이라고 경고했다. 결국 그는 2016년 8월 29일에 ZDF TV와의 인터뷰에서 미국과 EU 간 TTIP 협상은 사실상 실패했다고 주장했다.

#### 독일
가브리엘은 전반적으로 복지에 투자하는 경제 정책에 찬성해왔다. 2014년 7월 독일은 모든 집종에 법정 최저임금을 도입하기로 결정했다. 그는 이를 두고 "노동시장 및 사회보장 정책의 이정표"라고 극찬했다. 2016년 10월에는 독일 총리 앙겔라 메르켈의 세금 감면 주장에 대해 교육에 대한 투자의 중요성을 강조하며 반대했다. 또한, 2016년 6월에 그는 기업상속 면세 혜택을 축소하는 입법안에 합의해서 세수를 증진시키는 한편, 상속 이후에도 비즈니스를 지속하며 일자리를 유지한다면 면세 혜택을 유지하는 방안에는 찬성하면서 일자리 또한 보호했다.

### 에너지 정책
2011년 후쿠시마 원전 사태 이후, 가브리엘은 국제 원자력 기구(IAEA)가 마땅히 멈춰야 할 분쟁 지역에서의 국제적 핵발전소 건설을 촉진시켰다고 크게 비난했다.
2015년 가브리엘은 유럽 위원회(EC)의 지역 동력용량 시장에 관한 제안을 반대하였는데, 이는 태양, 바람 등을 이용한 신재생 에너지를 이용한 발전이 충분치 못할 때 어느 기구가 예비 전력을 감당해야 하느냐는 것이었다. Handelsblatt지에서 가브리엘은 백업 에너지에 의해 지원되는 자유시장(free market)은 더 싸고 예비전력공급시장만큼 잘 이뤄질 것이라고 밝힌 바 있다. 가브리엘은 독일이 후에 화력 발전에서 성급하게 손을 떼 버린다면 핵발전소를 2022년까지 폐쇄하기로 한 목표에 큰 부담이 될 수 있다고 경고했다.
가브리엘 부총리는 지난 2015년 테헤란에서 이란 석유부 장관을 만난 뒤 기자회견을 통해 "독일 기업들은 이란과 지속 가능한 경제협력을 희망한다"고 밝히면서 최근 핵 협상 타결에 맞물린 경제제재 해제로 비즈니스 문이 열리자 예비협상을 통해 이런 협력사업을 추진키로 뜻을 모았다. 독일은 이에 따라 이란 측에 관련 기술 이전, 기존 발전설비 효율 제고, 풍력·태양광 발전시설 신설 등의 사업을 전개해 나갈 방침이다.
2016년 10월, 가브리엘은 독일 경제사절단과 함께 이란을 방문하여 금융, 수자원, 에너지 등 다양한 분야에서 최소 10개의 무역 협정을 체결하였다고 한다.

### 무기 수출
가브리엘은 경제-에너지 장관 임기 초기에 무기 수출에 관한 허가를 강화하겠다고 맹세하였고 이는 수출량이 증가했던 전 연방정부로부터의 정책 변화를 의미하는 것이자 방어 산업체에 불안을 야기했다. 2014년 8월, 그는 라인메탈사에게 허가된 동부 훈련소 건설을 중단했다.
그는 인권과 법을 침해하고 정치적 불안을 야기할 수 있는 무기 수출을 국가적 차원에서 줄이겠다는 독일 사회민주당(SPD)과의 약속에 메여 있었다. 2013년 그는 현직에 취임하면서 무기수출을 억제하겠다고 하였으며 그는 주변 나라에 대한 소화기 수출의 미래 또한 불투명하다고 언급했다. 그러나 그는 독일 정부가 오래된 독일 동맹국과의 무역을 일체적으로 끊는 것은 아니라고 또한 언급했다. 동맹국과의 무역은 “특수대외정책 또는 안보이해”에 의해 허용될 수 있다고 했다. 그는 미래에 연방 대외국(Federal Foreign Office)이 수출을 결정하고 유럽 무기 수출을 요구하는데 적합한 기구가 되어야 한다고 제안했다. 독일의 일간지인 빌트 (Bild)는 2014년자 보도에서 가브리엘이 독일 방산업계에게는 사상 가장 큰 규모의 계약 중 하나로 여겨진 사우디에 대한 레오파드 2 전차의 판매를 반대하였다고 보도하였다. 2015년 말에 그의 부처는 독일산 탱크 제조사 Krauss-Maffei Wegmann (KMW)와 프랑스산 전차 제조사 Nexter의 합병을 승인했다.

### 디지털 정책
2014년 5월 가브리엘과 프랑스의 경제-디지털 장관 아르노 몽테부르는 구글에 3년 간 행해진 독점금지 조사 종식을 비판하는 편지를 EU 반독점부서장인 호아퀸 알무니아에게 보냈다. 이후 2015년 4월 EU가 구글에 독점 금지 부과금을 부과하게 되고 가브리엘은 이를 환대했다.
그해 9월 가브리엘은 구글, 아마존닷컴, 애플사를 적법한 세금을 내지 않아 ‘반사회적’이라고 지칭했다. 2015년 초, 가브리엘과 프랑스 장관 에마뉘엘 마크롱은 합동으로 유럽 위원회(EC)의 부통령인 안드루스 안시프에게 점점 강해지는 online giants(인터넷을 기반으로 급속도로 부상한 회사들)의 힘이 ‘본질적인 디지털 플랫폼’을 위한 일반적이고 적합한 제한틀 설립 정책 상의를 필요로 하고 있다고 편지를 썼다. 진행되었던 독일의 인터넷 플랫폼에 대한 조사는 가브리엘 독일 부총리 겸 경제부 장관의 요구로 시작되었다.
2016년 중화인민공화국에서의 독일 공업회사 경매에서 가브리엘은 그 기술이 미래 지역 경제 성장에 도움될 회사의 소유권 이동을 막기 위해 유럽 보호 조항을 공식적으로 요구하였다.

### 인권
2014년 4월 인권 변호사 모 샤오핑은 미팅 전에 장관이 비판적 목소리가 듣고 싶다고 언급했음에도 불구하고 가브리엘과의 만남에서 거부당했다.
2015년 사우디아라비아의 국왕 살만 빈 압둘아지즈 알사우드의 방문 동안에 가브리엘은 수감되어 있던 작가 라이프 바다위를 해방하고 관용을 베풀기를 요구하여 큰 노력을 들였으며 이는 과거 경제적 문제에 국한되었던 독일의 정치적 목소리를 다른 분야로 퍼뜨리는 계기가 되었다. 그는 MP(Member of Parliament, 국회의원)와 인권 단체로부터 바다위의 문제를 언급해달라고 전에 그 중요성을 강조 받은 적 있었다. 정의에 대한 그의 개방적 비판은 사우디가 테러리즘과 이슬람 군대에 반대하는 서양의 동맹이라는 점, 특히 독일이 사우디의 세 번째 큰 수입국임을 감안하면 국가를 방문하는 서양 리더들에겐 의아했다. 미국 부서가 바다위에 대한 선고를 이미 비판한 시점에서 미국 국무 장관 존 케리가 리야드를 하루 전 방문했을 때, 그는 공식적으로 사건에 대해 언급하지 않았다.
이후 카타르 방문에서 가브리엘은 카타르의 셰흐(국왕을 의미함) 타밈 빈 하마드 알사니와 다른 고위 간부를 만나 고용주로부터 부당한 대우를 직면하고 있는 외국인 근로자들의 안위를 위해 힘써줄 것을 요청하였다. 한편, 가브리엘 부총리는 난민을 독일사회에 제대로 통합하려면 많은 비용이 들어가지만, 모두가 이에 침묵하며 대중을 속이고 있다면서 난민통합기금이 필요함을 강조하고 있다고 도이체벨레는 소개했다.
독일 부총리 가브리엘은 2015년 독일 내무부가 추산한 80만명이 넘는 100만명이 그 해 독일에 입국할 것으로 예상된다고 자신의 사민당에 보낸 서한에서 말했으며 현재 난민 사태를 해결하기 위해서는 유럽 공동의 노력이 이루어져야만 한다고 언급했다. 독일은 당시 유럽 국가들 가운데 가장 많은 난민을 받아들였다.

## 논란

### 페기다와의 대화
가브리엘은 2015년 1월 24일 드레스덴을 찾아가, 독일 드레스덴 거점의 반이슬람 운동 단체인 페기다(PEGIDA, 유럽의 이름람화를 반대하는 애국적 유럽인들) 측과 1시간가량 대화를 나누었다. 이것을 두고 독일 정치권 내부가 찬반 논란이 있었다. 기독교민주당(CDU)의 메르켈 총리의 입장을 대변하는 슈테펜 자이베르트는 26일에 메르켈 총리가 페기다와 대화할 계획이 없다고 확인했으며, 기독교사회당(CSU)의 호르스트 제호퍼 당수 또한 대화할 계획이 없다고 밝혔다. 하지만 찬성측의 CDU 소속 각료인 우르줄라 폰데어라이엔 국방장관과 토마스 데메지에르 내무장관은 가브리엘 부총리의 대화 결정을 지지하며 페기다와의 긍정적인 반응을 보였고, 가브리엘의 SPD 소속 일부 의원들도 대화를 지지했다.

### 식료품 체인점 카이저의 인수
2016년 7월 12일에 독일 법원은 국가의 최대의 슈퍼마켓 그룹 EDEKA가 소매상 Tengelmann가 소유한 식료품 체인점 카이저(Kaiser's)를 인수하는 것을 허용했던 정부의 결정을 무효로 한다고 판결을 내렸다. 독일 경제부는 일자리를 줄이지 않는다는 것을 조건으로 인수를 위한 특별한 권한을 부여하고 있었지만, 뒤셀도르프의 고등법원은 노동자를 보호하는 것은 공공의 이익과 맞지 않는다며 결정을 무효화시켰다. 법원은 경제부 장관 가브리얼이 의사결정과정 중 비밀 논의를 했다는 의혹이 있다며 “편향과 중립성의 결여”에 대해 의문을 표했다.

## 약력
- 공공 서비스와 운송부문 노동자 조합(ÖTV)의 일원. 후에 금속 세공인(IG Metall) 및 근로자복지협회(Arbeiterwohlfahrt)의 일원 (1979년~)
- 고슬라어 지역 의회 의원(1987-1998)
- 니더작센 주의 성인 교육 센터(VHS)의 강사(1989-1990)
- 니더작센 주 의회의 의원으로 선출(1990-2005)
- 니더작센 주 의회의 환경위원회의 일원(1990-1994)
- 고슬라어 자치구 의원, 환경위원회의 위원장(1991-1999)
- 니더작센 주 의회에서 SPD 교섭단체의 내정 대변인(1994-1997)
- 니더작센 주 의회의 SPD 교섭단체의 부회장(1997-1998)
- 니더작센 주 의회의 SPD 교섭단체의 회장(1998-1999)
- SPD 집행 위원회의 일원(1999-2005)
- 니더작센 주의 총리(1999년 12월-2003년 3월)
- 니더작센 주 의회의 SPD 교섭단체의 회장(2003-2005)
- 49선거구에서 독일 국회의사당의 의원으로 선출(니더작센 주의 잘츠키터-볼펜뷔텔 도시) (2005~)
- 독일 연방 환경장관(2005년 11월-2009년 10월)
- SPD의 의장으로 선출(2009년 11월 13일)
- SPD의 의장으로 재선출(2011년 12월 5일)
- SPD의 의장으로 재선출(2013년 11월 14일)
- 독일 연방 경제장관(2013년 12월 17일~)

## 기타
2014년 가브리엘은 독일 연방의 구성원으로서, 그리고 SPD의 의장으로서 총수입 267,781 유로를 벌었다. 그의 2014년 순수익은 133,446 유로로, 월급 11,120 유로에 해당하는 금액이다.